# Fala (film 2015)
Fala (norw. Bølgen) – norweski film katastroficzny z 2015 roku w reżyserii Roara Uthauga.

## Fabuła
Grupa geologów w górzystym terenie Akneset w Norwegii odkrywa osunięcie się fiordu Geirangerfjord. Wkrótce do pobliskiego miasta  nadciąga gigantyczna fala powodziowa spowodowana tąpnięciem. Na ewakuację okolicznej ludności jest już za późno. Jeden z geologów, Kristian, postanawia podjąć próbę ratowania ludności, w tym swojej rodziny. Ma jednak na to tylko 10 minut.

## Obsada
- Kristoffer Joner - Kristian Eikjord, geolog
- Ane Dahl Torp - Idun Eikjord, żona Kristiana
- Jonas Hoff Oftebro - Sondre Eikjord, syn Krystiana
- Edith Haagenrud-Sande - Julia Eikjord, córka Krystina
- Thomas Bo Larsen - Phillip Poulsen, turysta z Danii
- Mette Horn - Maria Poulsen
- Fridtjov Såheim - Arvid Øvrebø
- Herman Bernhoft - Georg
- Arthur Berning - Jacob Vikra
- Silje Breivik - Anna
- Laila Goody - Margot Valldal
- Eili Harboe - Vibeke

## Nagrody i wyróżnienia
Amanda (2016)
Nagrody:
- Najlepszy kinowy film norweski: Are Heidenstrom, Martin Sundland, Roar Uthaug
- Najlepsze efekty specjalne
- Najlepszy dźwięk: Christian Schaanning

Nominacje:
- Najlepszy reżyser: Roar Uthaug
- Najlepsza muzyka: Magnus Beite
- Najlepsze zdjęcia: John Christian Rosenlund

Saturn (2016)
- Najlepszy film zagraniczny  (nominacja)